# Дюбуа-Реймон, Эмиль Генрих
Эмиль Генрих Дюбуа-Реймон (Du Bois-Reymond; 7 ноября 1818, Берлин — 26 декабря 1896, Берлин) — немецкий физиолог и философ швейцарского происхождения; член Королевской Прусской академии наук (1851), член Лондонского королевского общества (1877), иностранный член-корреспондент Петербургской АН (1892).
Основоположник электрофизиологии — установил ряд закономерностей, характеризующих электрические явления в мышцах и нервах. Автор молекулярной теории биопотенциалов. Представитель механистического материализма.
Брат математика Поля Давида Густава Дюбуа-Реймона.

## Биография
Родился в Берлине 7 ноября 1818 года. Его отец, Феликс Анри дю Буа-Реймон (1782—1865), прошёл путь до начальника отдела в министерстве иностранных дел Пруссии. Семья его матери, Минетт Генри (1798—1864), была одной из старейших и наиболее уважаемых семей гугенотов в Берлине. Её дед Даниэль Ходовецкий был председателем Берлинской академии искусств, её мать Сюзанна Анри-Ходовецкая (1763—1819) была художницей, а отец, Жан Анри (1761—1831), в течение многих лет был директором Кунсткамеры и библиотекарем прусской королевской семьи. Младшим братом Эмиля дю Буа-Реймона был математик Поль дю Буа-Реймон.
Первоначальное образование получил в берлинской Französisches Gymnasium, а затем Невшательской коллегии.
В 1837 году поступил на философский факультет Берлинского университета, но посещение лекции Митчерлиха привлекло его к естествознанию, и он занялся химией, физикой, математикой и в особенности геологией; в 1839 году начал изучать медицину и с 1840 года под руководством И. П. Мюллера стал заниматься электрофизиологическими исследованиями. В 1842 году он опубликовал свою первую работу: «Ueber d. sogenannten Froschstrom und d. elektromotorische Fische» и диссертацию «Quae apud veteres de piscibus electricis exsistant argumenta», описав взгляды греков и римлян на электрических рыб. После защиты диссертации в 1843 году получил докторскую степень.
В 1845 году стал одним из членов-основателей Немецкого физического общества. В 1849 году он стал ассистентом Берлинского анатомического музея, а также лектором анатомии в Берлинской академии художеств.
В 1848 году появился первый том, в 1860 году завершилось печатание 2 тома его «Исследований о животном электричестве». В 1850 году он ездил в Париж в 1852, 1855 и 1860 годах — в Лондон для ознакомления французских и английских учёных со своей теорией.  В 1851 году был избран действительным членом Королевской прусской академии наук, где с 1867 года до своей смерти был секретарём ее физико-математического отделения. С 1853 года был членом-корреспондентом Национальной академии деи Линчеи в Риме.
В 1855 году стал профессором физиологии в Берлинском университете, а в 1858 году сменил своего учителя И. П. Мюллера, после его смерти, на кафедре физиологии и на посту директора Физиологического института Берлинского университета. В числе его учеников был Вильгельм Филене.
Открыл изменение возбудимости ткани при воздействии на неё постоянного тока (физиологический электротон). Показал, что поперечное сечение нерва электроотрицательно по отношению к его неповреждённой поверхности (так называемый ток покоя), а его потенциал действия («отрицательное колебание», по терминологии того времени) выражает деятельное состояние ткани. Разработал и ввёл в лабораторную практику индукционные аппараты для раздражения нервов и мышц, неполяризующиеся электроды и другое. Им были сформулированы законы электрофизиологии.
Придерживался позиций агностицизма и считал принципиальные философские вопросы научно не доказуемыми. В 1872 году произнёс свою знаменитую академическую речь «О границах естествознания» на 45-м Собрании немецких естествоиспытателей и врачей в Лейпциге, где указал: «Относительно загадки в вещественном мире естествоиспытатель давно уже привык произносить с мужественным самоотречением своё ignoramus (Ignoramus et ignorabimus — «не знаем и никогда не узнаем»).
Опубликовал целый ряд своих речей, произнесённых при различных торжественных событиях и обнаруживающих всесторонность образования и глубину философской мысли, служа в то же время образцом изящного слога. Из подобных речей заслуживают особого внимания: «Вольтер как естествоиспытатель», «О пределах наших знаний», «Дарвин versus Галиани», «История культуры и естествознание», «Шамиссо и естествознание», «Мысли Лейбница и современное естествознание», «Фридрих I и Ж. Ж. Руссо», «Гёте и бесконечность» и другие.
Умер в Берлине 26 декабря 1896 года.
Его дочь — Эме Дюбуа-Реймон (1862—1941) — была замужем за математиком Карлом Рунге.

## Награды
- Медаль Гельмгольца (1892)